# محسن علیزاده
محسن علیزاده سیاستمدار اصولگرا ایرانی و مدیر عامل گروه سرمایه‌گذاری مسکن می‌باشد. وی در سال ۱۳۶۲ در شهرستان سپیدان از توابع استان فارس چشم به جهان گشود و در حال حاضر با همسر و دو فرزندش در تهران زندگی می‌کند.

## تحصیلات
وی تحصیلات خود را در مقطع کارشناسی ارشد در رشته حسابداری در دانشگاه آزاد اسلامی در سال ۱۳۹۵ به پایان رساند و همچنین مدرک دکتری اقتصاد خود را از دانشگاه آزاد اسلامی در سال ۱۴۰۲ اخذ کرد. وی در حال حاضر محقق دوره پسا دکتری در رشته علوم اقتصادی - اقتصاد مالی می‌باشد.

## سمت‌های اجرایی و مناصب
وی در سالهای متوالی مسئولیت‌هایی از جمله نمایندگی مجلس و عضویت در کمیسیون اقتصادی، ریاست کمیته بازار سرمایه مجلس شورای اسلامی، عضویت در شورای راهبردی کمیسیون اقتصادی دبیرخانه مجمع تشخیص مصلحت نظام، عضو ناظر مجلس در شورای عالی بورس، ریاست هیئت تحقیق و تفحص بانک‌ها و موسسات غیردولتی، مشاور کمیسیون عمران مجلس، مشاور مدیرعامل بانک مسکن، دستیار ویژه رئیس سازمان امور مالیاتی کشور و تدریس در دانشگاه را بر عهده داشته است. وی توانست در یازدهمین انتخابات مجلس شورای اسلامی با کسب اکثریت آراء از حوزه انتخابیه سپیدان و بیضا از استان فارس انتخاب گردد. وی عضو کمیسیون اقتصادی مجلس در هیئت مقررات زدایی و بهبود محیط کسب و کار، رئیس مجمع نمایندگان استان فارس و عضو ناظر مجلس در شورای عالی بورس بوده است.

## واکنش‌ها و دیدگاه‌ها

### حذف امضاهای طلایی صدور مجوزهای بورسی
وی در مرداد ۱۴۰۲ خواستار دستور حذف امضاهای طلایی از صدور مجوزها، جلوگیری از برخوردهای سلیقه ای در ارکان بازار سرمایه و… در هیئت مقررات زدایی از وزیر اقتصاد شد.

### جنجال استخراج بیت کوین در سازمان بورس
وی در ماجرای جنجالی کشف ماینرها در سازمان بورس تهران طی مصاحبه ای اعلام کرد پس از بررسی‌های انجام گرفته مشخص شده که ماینرها از خرداد ۱۳۹۹ به مدت چند ماه در بورس نصب و حدود ۳ بیت کوین نیز استخراج شده است.

### پیگیری شرکت‌های حقوقی متخلف بازار سرمایه
وی در آبان ۱۳۹۹ طی نامه ای به رئیس سازمان بورس و اوراق بهادار تهران ضمن انتقاد از عدم حمایت شرکت‌های حقوقی و سهامداران عمده از سهام شرکت‌ها خواستار ارایه لیست آنان به مجلس شد تا جهت بررسی تخلفات آنان به قوه قضاییه ارسال شود.

### مخالفت با مصوبه جنجالی نرخ خوراک پتروشیمی
در خرداد سال ۱۴۰۲ دولت با مصوبه ای نرخ خوراک شرکت‌های پتروشیمی را از ۵ هزار تومان برای هر متر معکب به ۷ هزار تومان افزایش داد. این مصوبه که موجب سقوط سنگین شاخص کل بورس و همچنین زیان ده شدن شرکت‌های متانولی پتروشیمی در بورس شده بود. وی که از مخالفان اصلی این مصوبه بود حدود دو ماه بعد اعلام کرد که با پیگیری‌های مکرر در مجلس موجب ابطال این مصوبه شده است. وی حدود دو ماه بعد نیز ضمن انتقاد از مدیران سازمان بورس تهران خواستار شفاف سازی و اعلام اسامی و مشخصات افرادی که دسترسی به اطلاعات نهانی و زودهنگام این مصوبه داشتند شد.